# Teoria sportu
Teoria sportu – nauka, która w sposób systemowy zajmuje się badaniem człowieka uprawiającego sport oraz zjawisk działalności sportowej w celu poznania i doskonalenia mechanizmów warunkujących skuteczne zachowanie człowieka we współzawodnictwie sportowym. Bada ona zjawiska, formułuje prawa, uogólnia doświadczenia, kieruje praktyką sportową oraz wyznacza kierunki rozwoju sportu.

## Działy teorii sportu
Wyróżnia się sześć podstawowych działów teorii sportu:
- teoria treningu sportowego – dotyczy rozpoznania reakcji człowieka na bodźce treningowe i pozatreningowe, a także badania efektywności metod, form, zasad i środków treningowych.
- teoria planowania – polega na wyznaczeniu celów głównych i etapowych szkolenia sportowego na podstawie przewidywań efektów pracy.
- prognozowanie i selekcja – dotyczy wybrania osobników, których talent oraz poziom wybranych cech rokuje w przyszłości osiągnięcie wysokiego poziomu sportowego.
- kontrola pracy treningowej – zespół działań służących ocenie bieżącego stanu organizmu zawodnika oraz jego reakcji na stosowane bodźce treningowe.
- teoria walki sportowej – docelowy i centralny punkt szkolenia sportowego, obejmujący analizę rywalizacji sportowej.
- skutki działalności sportowej – dotyczy analizy skutków działalności sportowej, od fizjologicznych po psychologiczne.